# Хомичи (Озаричский сельсовет)
Хомичи (бел. Хамічы) — деревня в Озаричском сельсовете Калинковичского района Гомельской области Белоруссии.

## География

### Расположение
В 47 км на северо-восток от Калинкович, 11 км от железнодорожной станции Холодники (на линии Жлобин — Калинковичи), 118 км от Гомеля.

## Транспортная сеть
Транспортные связи по просёлочной, затем автомобильной дороге Гомель — Лунинец. Планировка состоит из прямолинейной, длинной, широтной ориентации, редко застроенной улицы, к центру которой с севера присоединяется короткая улица. Параллельно главной на севере расположена короткая улица. Застройка преимущественно деревянная усадебного типа. В деревню переселены жители из загрязнённых радиацией мест после катастрофы на Чернобыльской АЭС, преимущественно из деревни Хатки Наровлянского района.

## История
По письменным источникам известна с XVIII века как селение в Речицком повете Минского воеводства Великого княжества Литовского. После 2-го раздела Речи Посполитой (1793 год) в составе Российской империи, в Озаричской волости Бобруйского уезда Минской губернии. С 1799 года во владении тайного советника Л. Лашкарёва, затем в составе поместья Липов помещика Горвата. В 1885 году работала церковь. Согласно переписи 1897 года действовал хлебозапасный магазин. В 1909 году открыта школа, которая разместилась в наёмном помещении, а в 1919 году для неё было выделено национализированное здание из поместья Бельковщина.
С 20 августа 1924 года до 21 октября 1968 года центр Хомичовского сельсовета Озаричского, с 8 июля 1931 года Мозырского, с 12 февраля 1935 года Домановичского, с 20 января 1960 года Калинковичского районов Мозырского (до 26 июля 1930 года и с 21 июня 1935 года до 20 февраля 1938 года) округа, с 20 февраля 1938 года Полесской, с 8 января 1934 года Гомельской областей.
В 1930 году организован колхоз, работали ветряная мельница, кузница, начальная школа (в 1935 году 117 учеников). Во время Великой Отечественной войны действовало патриотическое подполье. В боях за деревню и окрестности погибли 144 советских солдата (похоронены в братской могиле около школы). 46 жителей погибли на фронте. Часто деревню называют Хомичи Озаричские. В составе совхоза «Озаричи» (центр — деревня Озаричи), располагались отделение связи, библиотека, фельдшерско-акушерский пункт.

## Население
- 1816 год — 12 дворов.
- 1834 год — 27 дворов.
- 1885 год — 21 двор, 190 жителей.
- 1897 год — 36 дворов 277 жителей (согласно переписи).
- 1917 год — 302 жителя.
- 1923 год — 47 дворов 382 жителя.
- 1959 год — 222 жителя (согласно переписи).
- 2004 год — 30 хозяйств, 50 жителей.

## Достопримечательность
- Памятник, установленный на братской могиле, в которой похоронено 186 воинов, погибших в ноябре 1943 года.